# Казахская степь

Казахская степь (каз. Қазақ даласы; также «Ұлы дала» — Великая степь; «Қазақтың кең-байтақ даласы» — Казахские бескрайние степи) — большой регион в Центральной Азии, включает в себя степи в северном Казахстане и прилегающих территориях России, простирается на западе до Понтийско-Каспийской степи и на востоке до степи Эминской долины, с которыми она образует большую Евразийскую степь.

## География

### Расположение
Степь тянется более чем на 2200 км восточнее Прикаспийской низменности и севернее Аральского моря, до Алтая. Это крупнейший регион степей на Земле, он занимает площадь около 804,5 тыс. км². Большую часть составляют степи, полупустыни и пустыни.
Понтийско-Каспийская степь расположена на западе и северо-западе. На севере и северо-востоке Казахской степи лежит Казахская лесостепь — экорегион, где встречаются сосновые боры и луга, он является переходом от Казахской степи к лесам Сибири. На юге лежит Казахская полупустыня и Казахский мелкосопочник.

### Климат
В регионе выпадает в среднем 200—400 мм осадков за год. Средняя температура в июле колеблется от +20 °C до +26 °C и от −12 °C до −18 °C в январе.

### Флора
Из-за малого количества осадков в степи мало деревьев, и она состоит из полей и больших песчаных массивов.

### Фауна
Животные, живущие в Казахской степи: сайгак, сибирская косуля, волк, лиса, барсук и др.